# Santa Maria de Llardecans
Santa Maria de Llardecans és una església barroca de Llardecans (Segrià) inclosa a l'Inventari del Patrimoni Arquitectònic de Catalunya.

## Descripció
Església de tres naus, amb la nau central i la part corresponent als creuers més alta i ampla. Té volta de canó, amb cúpula a l'encreuament. De l'edifici, que reuneix les característiques de les esglésies del segle xviii destaca el coronament del campanar, que reprodueix un mirador.
Té forta singularitat la portada amb elements de secció entretallada i una volada poc comú, que constitueixen una composició voluptuosa i abarrocada.